# Professor Lazhar
Professor Lazhar (pel·lícula original en francès, Monsieur Lazhar) és una pel·lícula dramàtica canadenca del 2011 dirigida per Philippe Falardeau i protagonitzada per Mohamed Saïd Fellag, Sophie Nélisse i Danielle Proulx. Basada en Bashir Lazhar, una obra de teatre d'Évelyne de la Chenelière, explica la història d'un refugiat algerià a Montreal que comença a ensenyar a una escola primària després que l'antic professor a temps complet morís per suïcidi. S'ha doblat i subtitulat al català.
Falardeau va optar per filmar la història per a l'empresa canadenca micro_scope, malgrat els reptes d'adaptar una obra amb un sol personatge. De la Cheneliere va aconsellar Falardeau i va recomanar la interpretació del còmic algerià Fellag. Es va gravar a Montreal mateix.
Després d'estrenar-se al Festival Internacional de Cinema de Locarno, on va guanyar el Premi del Públic i el Premi Variety Piazza Grande, va rebre l'aclamació de la crítica. Posteriorment, la pel·lícula va ser nominada a la millor pel·lícula en llengua estrangera als 84ns premis Oscar, i també va guanyar sis premis Genie, inclosa la millor pel·lícula.